# Азбука Филарета
Ключи к азбукам Филарета — тайнопись, созданная патриархом Филаретом.
В 1619 году из польского плена возвратился отец царя Михаила Романова Федор, постриженный Борисом Годуновым в монахи под именем Филарет. Став патриархом, он фактически управлял страной при молодом сыне. Он лично заведовал иностранными делами и сам разрабатывал тайные азбуки. (Рис. 1)
В 1633 году патриарх Филарет написал «для своих государевых и посольских тайных дел» особую азбуку и «склад затейным письмом». (Рис. 2)
В сохранившихся «шведских делах» того времени есть наказ русскому дипломатическому агенту в Швеции Д. А. Францбекову, который заканчивается повелением: «Да что он, Дмитрий, будучи в Свее, по сему тайному наказу о тех или иных о наших тайных делах и наших тайных вестях проведает и ему о всем писати ко государю царю и великому князю Михайлу Федоровичу всея Руси к Москве по сему государеву тайному наказу закрытым письмом».
В черновике этого наказа, находящегося в делах Посольского приказа, слово «затейное» везде зачеркнуто и заменено другим – «закрытое». Таким образом 1663 год можно считать годом рождения шифровального дела в России. Тайнопись перестала быть просто затеей, забавой умников. Она стала одним из важнейших средств сохранения государственной тайны.